# Juan Carlos Oleniak
Juan Carlos Oleniak (Buenos Aires, Argentina; 4 de marzo de 1942) es un exfutbolista argentino. Jugaba de delantero y su primer club fue Racing Club. Jugó la mayor parte de su carrera en clubes de Argentina, México y Chile. Formó parte de la selección de fútbol de Argentina en la Copa Mundial de Fútbol de 1962 realizada en Chile. Además participó en los Juegos Panamericanos realizados en Chicago, Estados Unidos en 1959 en donde obtuvo el oro panamericano y en los Juegos Olímpicos de Verano realizados en Roma en 1960 en donde anotaría 4 goles.

## Trayectoria
Comenzó su carrera jugando para Racing Club en 1960. Jugó en el club hasta 1961, cuando en 1962 se trasladó a Argentinos Juniors. Con Racing Club ganó el Campeonato de Primera División de 1961. En 1963 volvió nuevamente a Racing Club. Permaneció en el equipo hasta 1964. En 1965 se trasladó a Chile para jugar en el Club de Fútbol Universidad de Chile, permaneciendo por 4 años. Luego se trasladó a México para jugar con los Tiburones Rojos de Veracruz. En 1968 se fue a Santiago Wanderers permenciendo en el club hasta 1970. En 1971, Juan Carlos jugó en Huracán Buceo, de Montevideo. En 1972 volvió a la Argentina para jugar en San Martín de Mendoza, donde se retiró en 1973 a los 31 años.
Todavía se recuerda en el Puerto de Veracruz, México, un partido amistoso entre los Tiburones Rojos y la Selección Mexicana que se estaba preparando para la Copa del Mundo realizada en la Ciudad de México en 1970 y en donde Juan Carlos Oleniak, recibió un pase de espaldas, hizo un giro de 180° grados y disparo violentamente hacia la portería mexicana, dejando parado al portero Ignacio Calderón.

## Mención enEl secreto de sus ojos
Fue nombrado en la película El secreto de sus ojos de Juan José Campanella, en la carta que uno de sus personajes le escribía a su madre, donde mencionaba a varios jugadores de Racing, "Te juro que con lo que llovió quedé peor que Oleniak la vez aquella",  refiriendosé a un partido disputado contra San Lorenzo de Almagro, en el cual cayó en el foso del estadio y salió todo empapado.

## Selección nacional

### Participaciones
| Competición                    | Sede   | Resultado    | Partidos | Goles |
| ------------------------------ | ------ | ------------ | -------- | ----- |
| Juegos Olímpicos de Roma 1960  | Italia | Primera fase | 3        | 4     |
| Copa Mundial de Fútbol de 1962 | Chile  | Primera fase | 2        | 0     |

## Clubes
| Club                        | País      | Año       |
| --------------------------- | --------- | --------- |
| Racing Club                 | Argentina | 1960-1961 |
| Argentinos Juniors          | Argentina | 1962      |
| Racing Club                 | Argentina | 1963-1964 |
| Universidad de Chile        | Chile     | 1965-1968 |
| Tiburones Rojos de Veracruz | México    | 1968      |
| Santiago Wanderers          | Chile     | 1969-1970 |
| Huracán Buceo               | Uruguay   | 1971      |
| San Martín de Mendoza       | Argentina | 1972-1973 |

## Palmarés

### Títulos nacionales
| Título           | Club                 | País      | Año  |
| ---------------- | -------------------- | --------- | ---- |
| Primera División | Racing Club          | Argentina | 1961 |
| Primera División | Universidad de Chile | Chile     | 1965 |
| Primera División | Universidad de Chile | Chile     | 1967 |
| Primera División | Santiago Wanderers   | Chile     | 1968 |

### Campeonatos internacionales
| Título                                 | Club                | País           | Año  |
| -------------------------------------- | ------------------- | -------------- | ---- |
| Oro en Juegos Panamericanos            | Selección Argentina | Estados Unidos | 1959 |
| Torneo Preolímpico Sudamericano Sub-23 | Selección Argentina | Perú           | 1960 |